# Teodora Mirčić
Teodora Mirčić (ser. Теодора Мирчић; ur. 3 marca 1988 w Belgradzie) – serbska tenisistka, reprezentantka kraju w rozgrywkach Pucharu Federacji.
W przeciągu swojej kariery wygrała trzy singlowe i trzydzieści trzy deblowe turnieje rangi ITF. Najwyżej w rankingu WTA była sklasyfikowana na 249. (16 czerwca 2008) miejscu w singlu oraz na 125. miejscu w deblu (5 maja 2014).

## Wygrane turnieje rangi ITF
| turnieje z pulą nagród 100 000 $ |
| turnieje z pulą nagród 75 000 $  |
| turnieje z pulą nagród 50 000 $  |
| turnieje z pulą nagród 25 000 $  |
| turnieje z pulą nagród 15,000 $  |
| turnieje z pulą nagród 10 000 $  |

### Gra pojedyncza
| Data       | Turniej   | Naw.     | Przeciwniczka           | Wynik    |
| 01/07/2007 | Sarajewo  | Ceglana  | Karolina Jovanović      | 6:3, 6:3 |
| 12/08/2012 | Pirot     | Ceglana  | Lina Gjorczeska         | 6:3, 6:1 |
| 07/04/2013 | Heraklion | Dywanowa | Aleksandra Karamanolewa | 6:0, 6:1 |

### Gra podwójna
| Data       | Turniej        | Naw.          | Partnerka            | Przeciwniczki                           | Wynik                |
| 23/09/2006 | Lecce          | Ceglana       | Jekatierina Lopes    | Kildine Chevalier Adriana Serra Zanetti | 7:6(4), 6:4          |
| 22/10/2006 | Dubrownik      | Ceglana       | Ana Veselinović      | Ana Jovanović Polona Reberšak           | 6:4, 7:5             |
| 29/10/2006 | Dubrownik      | Ceglana       | Stefanie Haidner     | Aleksandra Lukič Patricia Vollmeier     | 6:4, 6:3             |
| 23/06/2007 | Fontanafredda  | Ceglana       | Mervana Jugić-Salkić | Carmen Klaschka Magda Mihalache         | 6:2, 6:1             |
| 29/06/2007 | Sarajewo       | Ceglana       | Karolina Jovanović   | Katarína Poljaková Zuzana Zlochová      | 6:1, 6:0             |
| 05/07/2007 | Båstad         | Ceglana       | Hanna Nooni          | Mervana Jugić-Salkić Anna Koumantou     | 7:5, 7:5             |
| 27/10/2007 | Saint-Denis    | Twarda        | Marinne Giraud       | Florence Haring Virginie Pichet         | 6:2, 7:5             |
| 02/12/2007 | Sintra         | Ceglana       | Caroline Maes        | Neuza Silva Roxane Vaisemberg           | 6:4, 6:1             |
| 21/03/2008 | Noida          | Twarda        | Lenka Tvarošková     | Kelly Anderson Chanelle Scheepers       | 6:2, 6:7(7), 10:6    |
| 24/05/2008 | Moskwa         | Ceglana       | Emma Laine           | Marija Kondratjewa Oksana Tiepliakowa   | 7:6(5), 6:2          |
| 21/06/2008 | Stambuł        | Twarda        | Lenka Tvarošková     | Stefania Boffa Nikola Fraňková          | 7:5, 7:6(4)          |
| 27/07/2008 | Les Contamines | Twarda        | Mervana Jugić-Salkić | Justine Ozga Darina Šeděnková           | 6:1, 6:4             |
| 30/08/2008 | Vlaardingen    | Ceglana       | Mervana Jugić-Salkić | Irina Kuzmina Anastazja Połtorackaja    | 6:1, 6:2             |
| 22/11/2008 | Phoenix        | Twarda        | Lenka Tvarošková     | Kelly Anderson Natalie Grandin          | 6:4, 3:6, 10:4       |
| 12/04/2009 | Szybenik       | Ceglana       | Nataša Zorić         | Tina Obrez Mika Urbančič                | 6:0, 6:3             |
| 17/07/2009 | Rzym           | Ceglana       | María Irigoyen       | Elisa Balsamo Stefania Chieppa          | 7:5, 6:2             |
| 05/09/2009 | Brczko         | Ceglana       | Ana Jovanović        | Patricia Chirea Petra Pajalič           | 6:4, 6:1             |
| 12/06/2010 | Budapeszt      | Ceglana       | Lenka Wienerová      | Anna Livadaru Florencia Molinero        | 6:4, 6:1             |
| 02/07/2010 | Toruń          | Ceglana       | Marija Mirkovic      | Katarzyna Piter Barbara Sobaszkiewicz   | 4:6, 6:2, 10:5       |
| 10/07/2010 | Aschaffenburg  | Ceglana       | Erika Sema           | Elena Bogdan Andrea Koch-Benvenuto      | 7:6(4), 2:6, 10:8    |
| 12/02/2011 | Antalya        | Ceglana       | Marina Szamajko      | Sultan Gönen Anna Karawajewa            | 6:4, 6:4             |
| 18/06/2011 | Stambuł        | Twarda        | Marta Domachowska    | Daniella Dominikovic Melis Sezer        | 6:4, 6:2             |
| 10/09/2011 | Sarańsk        | Ceglana       | Mihaela Buzărnescu   | Eva Hrdinová Weronika Kapszaj           | 6:3, 6:1             |
| 23/04/2012 | San Severo     | Ceglana       | Anastasia Grymalska  | Chiara Mendo Giulia Sussarello          | 6:2, 6:4             |
| 26/05/2012 | Timișoara      | Twarda        | Andreea Mitu         | Lina Gjorczeska Dalia Zafirowa          | 6:1, 6:2             |
| 25/06/2012 | Izmir          | Twarda        | Ana Bogdan           | Abbie Myers Melis Sezer                 | 6:3, 3:0 krecz       |
| 11/02/2013 | Antalya        | Ceglana       | Raluca Elena Platon  | Ekaterine Gorgodze Sofia Kwatsabaja     | 1:6, 4:5 krecz       |
| 01/04/2013 | Heraklion      | Dywanowa      | Vivien Juhászová     | Giulia Sussarello Sara Sussarello       | 7:5, 6:7(7), 10:4    |
| 08/04/2013 | Heraklion      | Dywanowa      | Marina Mielnikowa    | Giulia Sussarello Despina Papamichail   | 6:1, 6:4             |
| 13/05/2013 | Balikpapan     | Twarda        | Naomi Broady         | Chen Yi Xu Yifan                        | 6:3, 6:3             |
| 20/05/2013 | Tarakan        | Twarda (hala) | Naomi Broady         | Tang Haochen Tian Ran                   | 6:2, 1:6, 10:5       |
| 16/09/2013 | Dobricz        | Ceglana       | Xenia Knoll          | Isabella Shinikova Dalia Zafirova       | 7:5, 7:6(5)          |
| 20/01/2014 | Daytona Beach  | Ceglana       | Nicole Melichar      | Asia Muhammad Allie Will                | 6:7(5), 7:6(1), 10:1 |